# それいけ!アンパンマン きらめけ!アイスの国のバニラ姫
『それいけ!アンパンマン きらめけ!アイスの国のバニラ姫』（それいけアンパンマン きらめけ!アイスのくにのバニラひめ）は、2019年6月28日公開の日本のアニメ映画。『それいけ!アンパンマン』映画シリーズ通算第31作。キャッチコピーは『アイスの国が大ピンチ! みんなを救って笑顔を取り戻せ!』。
全日本私立幼稚園連合会、社会福祉法人日本保育協会推薦作品。

## 概要
原作者であるやなせたかしの生誕100周年記念。
本作のキーワードは「笑顔」。バニラ姫がアンパンマンや仲間達と共に「アイスの国」を救うべく奮闘する姿が描かれる。
ゲスト声優として、女優の榮倉奈々、お笑いコンビのANZEN漫才（みやぞん・あらぽん）が出演。榮倉はヒロインのバニラ姫役を、みやぞんはバニラ姫の教育係・ジェラート大臣役を、あらぽんはバイキンメカのバイキンアイスロボ役をそれぞれ演じる。
前作までは土曜日に公開されていたが、本作は劇場版シリーズでは初の金曜日公開となった。

## あらすじ
魔法のスプーンを使ってアイスを作る「アイスの国」のお姫様・バニラ姫。しかし彼女には「アイスの国の姫なのにアイスが作れない」という悩みがあった。
結果、アイスが無くなった国は寒々しく寂れた地へ変わり果ててしまう。そして、何度練習を重ねてもアイスが作れず堪りかねたバニラ姫は、城を抜け出してしまった。
その道中、コキンちゃん、そしてアンパンマン達と出会ったバニラ姫。特にコキンちゃんとは仲良くなり、友情を深めていく中で、自分がアイスを作れない理由や自身に足りないものを学んでいく。
一方、アイスの国に行けばアイスが食べ放題だと勘違いしたばいきんまん達は、バニラ姫がいなくなったアイスの国で大暴れ。アイスの国を乗っ取り、「バイキンアイスの国」に変えてしまう。果たしてアンパンマン達はアイスの国を救うことが、そしてバニラ姫は自分の力でアイスを作ることができるのか。

## 登場キャラクター（キャスト）
詳細はアンパンマンの登場人物一覧を参照。

### レギュラーキャラクター
アンパンマン
声 - 戸田恵子
ばいきんまん
声 - 中尾隆聖
本作の悪役。序盤からイカロボットの上に乗って登場。終盤、レインボーアイスクリームアンパンマンに総攻撃を喰らいアイスになりホラーマンと共に飛ばされた。
コキンちゃん
声 - 平野綾
第27作『ミージャと魔法のランプ』以来、メインとなっている。ばいきんまんの仲間だが、バニラ姫の味方をした。
ジャムおじさん
声 - 増岡弘
過去の映画では自己紹介する時自分を「ジャム」と呼んでいたが、本作で初めて「ジャムおじさん」と呼んだ。
テレビシリーズ登場時から演じてきた増岡弘が2019年8月5日に同役降板を発表し、その後、2020年3月21日に直腸がんで死去したため、彼が映画シリーズに出演する作品としては本作が最後の出演となり、最後の台詞は終盤の微笑みであった。次回作『ふわふわフワリーと雲の国』から山寺宏一がチーズ、カバオ、かまめしどん等を兼任する形で役を引き継いだ。
バタコさん
声 - 佐久間レイ
めいけんチーズ
声 - 山寺宏一
クリームパンダがパンダ呼ばわりされた時は笹を持っていた。
ドキンちゃん
声 - 冨永みーな
終盤での騒動前には帰ってしまったため、強制変身を逃れた。そのため、本作ではしょくぱんまんとの絡みがなく、彼がバイキンアイスロボによってアイスクリームに変えられてしまったことは最後まで知らなかった。
ホラーマン
声 - 矢尾一樹
前作・前々作では登場するたびに退場していた（前者ではばいきんまんの作ったブラックホールに吸い込まれ、後者は登場直後に悪ふざけをしてドキンちゃんに殴り飛ばされたため）が、本作では退場せず通常通りばいきんまん達に同行していた。バニラ姫のことを知っていた。
カレーパンマン
声 - 柳沢三千代
キャンプにカレーを作った。
しょくぱんまん
声 - 島本須美
キャンプではパン料理を振る舞った。
メロンパンナ
声 - かないみか
クリームパンダ
声 - 長沢美樹
本作でも相変わらずパンダ呼ばわりされる。
みみせんせい
声 - 滝沢ロコ
カバ夫
声 - 山寺宏一
ちびぞうくん
声 - 坂本千夏
ピョン吉
声 - 原えりこ
ウサ子
声 - 中村ひろみ
かびるんるん
声 - 藤井恒久
藤井は2020年9月を以って編成局宣伝部へ異動となったため、本作が日本テレビアナウンサーとして最後の出演になった。EDでは、アイスになったばいきんまんとホラーマンを追いかけ食べようとしていた。

### ゲストキャラクター
バニラ姫
声 - 榮倉奈々
アイスの国のお姫様。最初は、アイスクリームが作れなくて匙を投げたことから、アイスの国を飛び出してアンパンマンワールドにやって来た。途中知り合ったコキンちゃんと仲良くなるが、物語中盤で魔法のスプーンを投げ捨てられたことから口論になってしまう。アンパンマンたちからは「バニラちゃん」と呼ばれる。バニラ姫の苦悩を聞いたコキンちゃんは、アイスを作る道具魔法のスプーンを、「スプーンがあるからバニラ姫が泣くのだ」と、投げ捨てるもそれがばいきんまんの手にわたってしまい、コキンちゃんと喧嘩別れになってしまうが、次の日にアンパンマンとの会話で徐々に元気になりかけた。
その後終盤でアイスの国に里帰りした後、アンパンマン達とバイキンアイスロボに巻き込まれるも、コキンちゃんに助けられた後、お互いに助け合って笑顔になったとき、バニラ姫は、自分がアイスクリーム作りの先に本当は何を求めていたのか気付く。
すると、その気持ちに呼応するように、魔法のスプーンに力が漲っていき、アイスクリームを作れるようになり、これがばいきんまんとの戦いで勝利するきっかけになった。最後は自ら世界中の人々にアイスクリームを振る舞う旅に出るという形でアンパンマンたちと別れ、アンパンマンの顔をしたアイスで物語が締めくくられた。
ジェラート大臣
声 - みやぞん（ANZEN漫才）
バニラ姫の執事。潔癖かつどんな些細なことにもこだわりがあるので、姫の悩みのタネでもある。「ジェラート」が口癖。
レインボーアイスクリームアンパンマン
声 - 戸田恵子（イチゴ）、金魚わかな（オレンジ）、中村ひろみ（バナナ）、冨永みーな（メロン）、原えりこ（グレープ）
イチゴ、オレンジ、バナナ、メロン、グレープの5色のアイスアンパンマン。アンパンマンたちに加勢した。

### その他の登場キャラクター
おむすびまん
こむすびまん
どんぶりまんトリオ
てんどんまん
カツドンマン
かまめしどん
あかちゃんまん
あかちゃんなのでミルクしか飲まないが、アイスを喜んで食べていた。
ハンバーガーキッド
かつぶしまん
おくらちゃん
鉄火のマキちゃん
鉄火のコマキちゃん
ゴミラ
小さいサイズで登場。普段はゴミしか食べないが、アイスを食べていた。
かぜこんこん
本作では悪役ではなく、他のメンバーと一緒にいた。
へどろまん
かぜこんこん同様、悪役ではなく他のメンバーと一緒にいた。
いわおとこ
しらたまさん
ニガウリマン
ドーナツマン
フランケンロボくん
ドリアン王女
ハニー
アンコラ
コアンコラ
普段はあんこしか食べないが、喜んでアイスを食べた。
アリンコキッド
らーめんてんし
ハッパちゃん
でんでん一座
だいこんやくしゃ
だいこん座長
以上、エンディングに登場。
やなせうさぎ
本作では複数で登場。オープニングとエンディングに登場。
中華の国の人々
チャーハン王子
ギョーザくん
ギョーザ大臣
ギョーザ大臣2世
しゅうまい人
シュウマイ和尚
王宮の召使い
ナキウサギ
本編とエンディングに登場。
ナキウサギの母
街の人
以上が、アイスを食べたキャラクター。
シドロ&モドロ
声 - ドリーミング
妹の寺田嘉代が2019年1月31日に脳出血で死去したことに伴い、本作より姉の寺田千代による1人2役となるが、名義は引き続き「ドリーミング」となっている。
ユキダルマン（複数）・（カラー）
本作ではアイスの国でアイス運びを手伝う。また、魔法のスプーンから生まれたアイスだけあって、頭にアイス用コーンを被っている。
ストーンマン
あんパンを食べさせた。

## 用語
アイスの国
雪山の中にある国。アイスクリームで作られた城がそびえ立つ。

### 乗り物と道具
アンパンマン号（アンパンマンごう）
ドキンUFO（ドキンユーフォー）
ブルーティアーズ号（ブルーティアーズごう）
バニラ姫とぶつかったことで壊れてしまうが、ジャムおじさんに修理されて直った。
魔法のスプーン
本作のキーアイテム。バニラ姫の魔法の源。「アイスマイル・ユースマイル・アイスクリーム」と唱えることでアイスクリームが作れる。大きくして箒のように飛ぶことも可能。
ジェラート大臣の気球
ジェラート飛行船

#### バイキンメカ
バイキンUFO（バイキンユーフォー）
イカロボット
OPに登場したばいきんまんのロボットで、かつて第5作『恐竜ノッシーの大冒険』で大暴れをした潜水メカと同一の形をしている。本作では、頭部が巨大なミサイルになっている。
ゴロンゴロ
もぐりん
カッパラス
ジャイアントベアリングロボ
バイキン山猫ロボ
以上が、ばいきんまんの秘密基地にいたロボットで、コキンちゃんに全て壊されてしまった。なお、ジャイアントベアリングロボは、かつて第11作『勇気の花がひらくとき』で破壊された後、前作の『かがやけ!クルンといのちの星』でバイスターによって再生されているが、本作に登場したこのジャイアントベアリングロボは、その同一のものかは不明。
ビッグUFO
前作の『かがやけ!クルンといのちの星』でも登場した巨大UFO。ばいきんまんが作ったが、コキンちゃんとバニラ姫が勝手に乗ってしまった。また、アイスの国を「バイキンアイスの国」に変える際にも使用。
ジャイアントだだんだん
ビッグUFOから変形したロボットとして登場する。カラーリングは『だだんだんとふたごの星』に登場するジャイアントだだんだんと共通のもの。
バイキンアイスロボ
声 - あらぽん（ANZEN漫才）
アイスの国に現れたばいきんまんのロボットで、相手をアイスクリームやアイスキャンディーに変える光線を発射する。
小型ロボ
声 - 鈴木琢磨
分離して空を飛ぶ。相手をアイスクリームやアイスキャンディーに変える光線を発射する。

## スタッフ
- 原作 - やなせたかし（フレーベル館刊）
- 監修 - 天野誠
- 制作 - 沢桂一、藤本鈴子、竹崎忠、飯田聡彦、越尾正子、林隆一郎、太田和宏
- プロデューサー - 岩崎和義、高橋雄一
- 脚本 - 米村正二
- 主題歌 - やなせたかし、三木たかし
- 音楽 - いずみたく、近藤浩章
- キャラクターデザイン・作画監督 - 前田実
- 美術監修 - 石垣努
- 美術監督 - 光元博行
- 色彩設計 - 原田幸子
- 撮影監督 - 佐々木明美
- 編集 - 小宅貴史
- 音響監督 - 山田知明
- 音楽監督 - 鈴木清司
- 音響効果 - 糸川幸良
- 演出 - 川越淳
- 文芸担当 - 上田菜保子
- アニメーションプロデューサー - 藤吉美那子
- 監督 - 矢野博之
- 原画 - 菖蒲隆彦、星名靖男、和田佳純、川越淳、他
- 制作デスク - 片山暁穂、田村有里
- 配給 - 東京テアトル
- 製作 - アンパンマン製作委員会2019（日本テレビ、トムス・エンタテインメント、バップ、フレーベル館、やなせスタジオ、日本テレビ音楽、東京テアトル）

### 楽曲
オープニング『アンパンマンのマーチ』
作詞：やなせたかし、作曲：三木たかし、編曲：大谷和夫、歌：ドリーミング
エンディング『勇気りんりん』
作詞：やなせたかし、作曲：三木たかし、編曲：大谷和夫、歌：ドリーミング
挿入歌
本作の挿入歌は、ドリーミングがソロユニットとなってからの初レコーディングとなる。
『ドレミファアンパンマン』
作詞：やなせたかし、作曲：TSUKASA、編曲：TSUKASA & 陶山準、歌：ドリーミング
『アイスクリームのうた』
作詞：佐藤義美、作曲：服部公一、編曲：佐藤由理、歌：ドリーミング
劇場版では珍しく、やなせの関与していない楽曲のカバーを使用している。
アンパンマンシリーズとしては本作以前にもばいきんまん（中尾隆聖）とドキンちゃん（鶴ひろみ）によるカバーが存在している。